# Dhani Harrison
Dhani Harrison, född 1 augusti 1978 i Windsor, Berkshire, är en brittisk musiker, sångare och låtskrivare. Han är son till den före detta Beatles-medlemmen George Harrison och Olivia Arias. Han hjälpte till med Georges album Brainwashed, och spelar nu gitarr och sjunger i gruppen thenewno2.

## Diskografi

### Solo
Album
- 2017 – In Parallel

### Med thenewno2
Album
- 2008 – You Are Here
- 2012 – thefearofmissingout
- 2013 – Beautiful Creatures

EP
- 2006 – EP001
- 2011 – EP002

#### Med With Fistful of Mercy
Album
- 2010 – As I Call You Down